# Liste in Ägypten vorhandener Dampflokomotiven
Dies ist eine Liste erhaltener Dampflokomotiven auf dem Gebiet von Ägypten.

## Normalspurlokomotiven
| Foto | Nummer oder Name                                                        | Bauart / Achsfolge | Hersteller                       | Fabrik- nr. | Baujahr | Historie                    | Eigentümer / Betreiber / Strecke | Standort                           | Bemerkungen |
| ---- | ----------------------------------------------------------------------- | ------------------ | -------------------------------- | ----------- | ------- | --------------------------- | -------------------------------- | ---------------------------------- | --- |
|      | Kiosklokomotive des Vizekönigs Muhammad Tawfiq Pascha, später Abbas II. | 1A2                | Robert Stephenson & Co.          | 1295        | 1862    | frühere Nummern 62, 200, 30 |                                  | Ägyptisches Eisenbahnmuseum, Kairo | Älteste Lokomotive in Ägypten. Nach der Cape Town Railway & Dock Nummer 9, Hawthorns and Company, Leith 162/1859 wahrscheinlich die zweitälteste Lokomotive in Afrika |
|      | Ägyptische Staatsbahnen 986                                             | C n2               | Robert Stephenson & Co.          |             | 1866    | frühere Nummern 189, 142    |                                  | Ägyptisches Eisenbahnmuseum, Kairo | [ 2 ] |
|      | Ägyptische Staatsbahnen 194                                             | 2’B1               | North British                    | 16866       | 1906    | frühere Nummer 678          |                                  | Ägyptisches Eisenbahnmuseum, Kairo | Lokomotive ist aufgeschnitten |
|      | Ägyptische Staatsbahnen 1160                                            | C n2t              | Vulcan Iron Works (Wilkes-Barre) | 4467        | 1943    | ex WD1994                   |                                  |                                    | [ 5 ] |

## Lokomotivrelikte unter Wasser

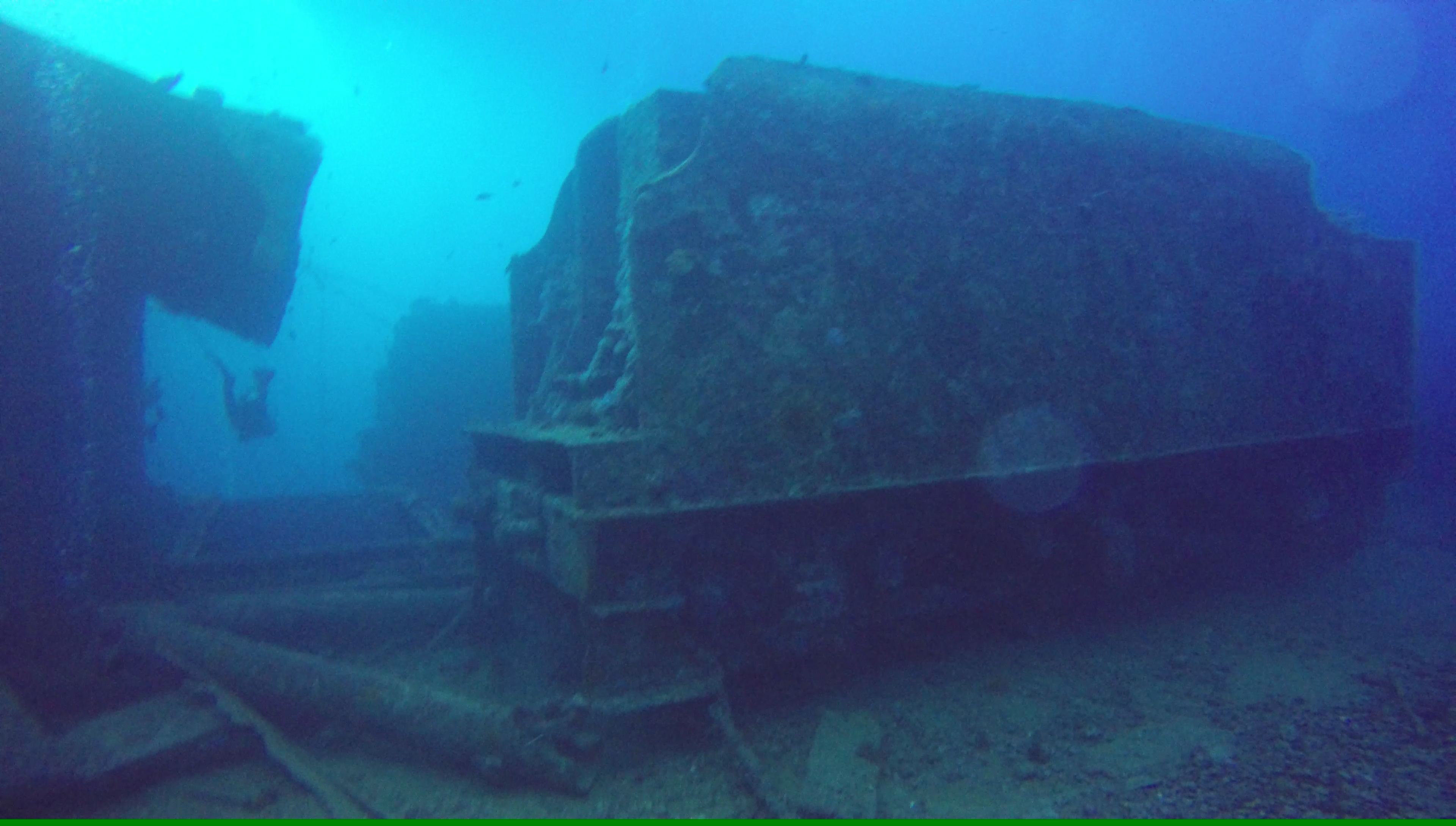
Tender einer der beiden versunkenen Lokomotiven

Weiters existieren Reste zweier Dampflokomotiven im Wrack des im Roten Meer im Jahr 1941 versenkten britischen Frachtschiffes Thistlegorm. Es handelt sich dabei um zwei LMS Stanier Class 8F mit den Nummern 7013 und 7014.

## Sonstiges

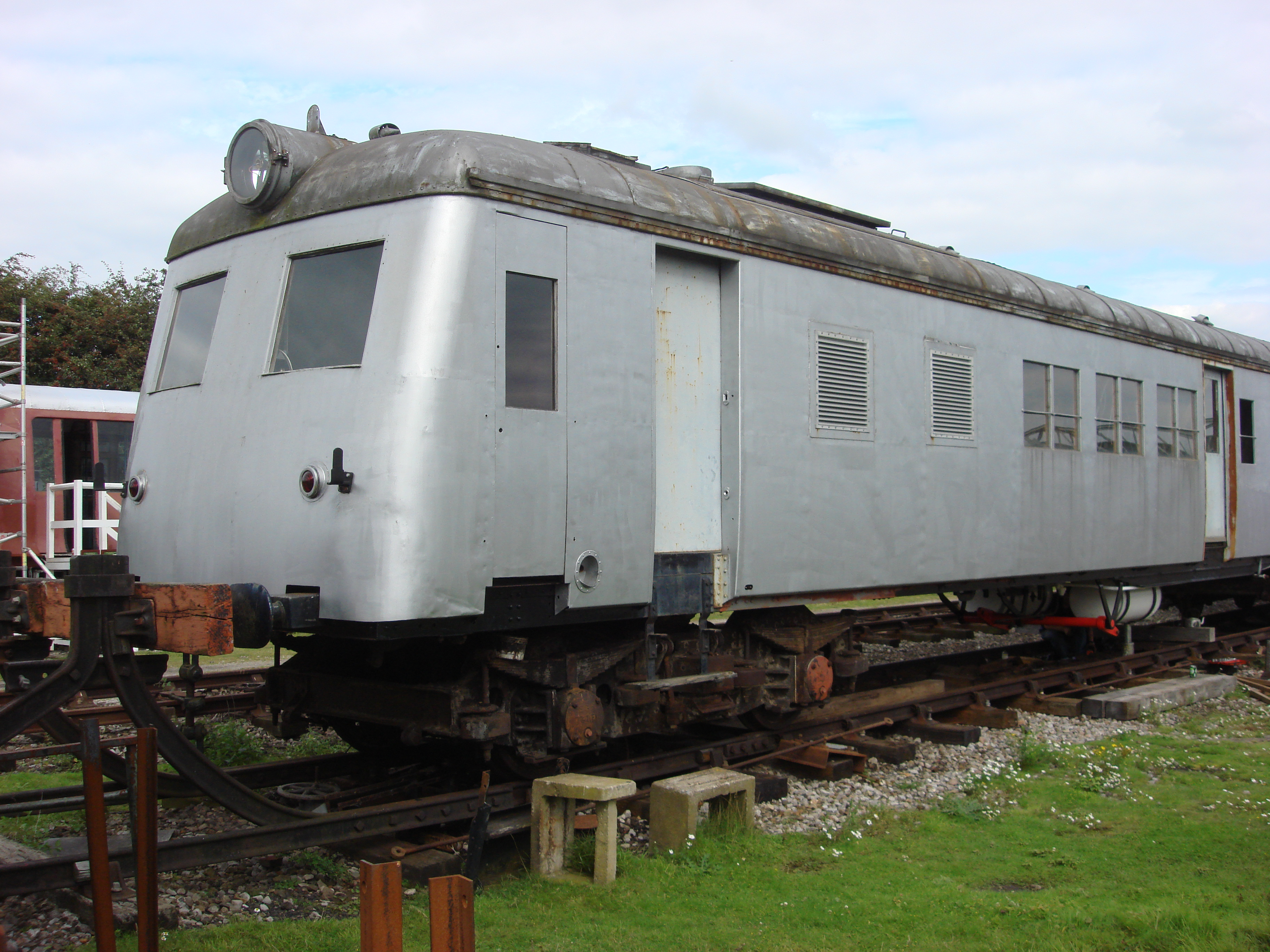
Sentinel-Dampftriebwagen, Quainton Railway Centre

Der Sentinel-Dampftriebwagen (Sentinel 9518/1950) Nummer 5208 der Egyptian State Railways befindet sich im Quainton Railway Centre im Vereinigten Königreich.